# Pískomil křečkovitý
Pískomil křečkovitý (Pachyuromys duprasi), také nazývaný kyjochvost, je hlodavec patřící do podčeledi Gerbillinae. Je to jediný člen rodu Pachyuromys. Tito hlodavci jsou nejposlušnějším druhem rodiny pískomilů. Mají nadýchanou a měkkou srst. Pískomilové křečkovití jsou na trhu s domácími mazlíčky velmi noví a nejsou příliš známí domácí mazlíčci.

## Popis
Pískomil křečkovitý je středně velký pískomil. Délka jeho těla je asi 10 cm (4 ”), s délkou ocasu asi 5 cm (2 ”). Tento pískomil má hustý, měkký, nadýchaný kožíšek. Chlupy na zádech a na hlavě jsou žluté barvy, s tmavě šedým podkladem a malou černou špičkou. Břicho je jasně bílé. Pískomil křečkovitý váží asi 40 gramů. Jeho tělo je kulaté a trochu zploštělé. Nemají jasný krk, na tváři jsou nejvýraznější velké černé oči. Uši tohoto druhu jsou nízko umístěné, což jim dává hlavu podobnou té liščí. Nohy jsou poměrně krátké oproti ostatním pískomilům. Vypadají podobně jako křečci, ale na rozdíl od křečků mají špičatý čenich a tlustý, téměř lysý, ocas ve tvaru kyje, od kterého pochází jejich starší název Kyjochvost. Pískomil křečkovitý ukládá tuk v ocasu, a to stejným způsobem, Jakým ukládá velbloud tuk ve svém hrbu. Zdravý pískomil křečkovitý by proto měl mít pěkně zaoblený ocas. Jejich charakteristický ocas je zároveň jejich hlavním odlišovacím znakem od ostatních druhů pískomilů.

## Délka života
V zajetí dosahuje pískomil křečkovitý věku 2–5 let. V přírodě se tohoto věku většinou nedožívá.

## Původ
Francouzský zoolog Fernand Lataste pískomila křečkovitého objevil v roce 1880 v Laghouatu v Alžírsku. Jako první popsal zvíře podrobně v Le Naturaliste.
Pískomilové křečkovití se původně vyskytují na severu Sahary (severozápadní Egypt, Libye, Tunisko a Alžírsko). Tam žijí ve skalnatých pouštích s řídkou vegetací. V divočině žije pískomil křečkovitý v jednoduchých norách asi 1 metr hluboko v tvrdé písčité půdě. Mohou také zabírat nory jiných druhů.

## Potrava
Pískomilové křečkovití jsou, jak naznačuje jejich špičatý čenich, ve volné přírodě většinou hmyzožraví, ale potravu často doplňují o rostliny. V zajetí se krmí běžnou základní směsí pro hlodavce, která se používá k krmení pískomilů mongolských nebo křečků. Těmto pískomilům nejvíce chutnají mouční červi, cvrčci, můry a další hmyz. Kromě toho jim lze také dávat nějakou zeleninu a ovoce jako je mrkev, květák či jablka. Vzhledem k tomu, že pískomilové křečkovití se vyskytují v suchých oblastech a nejsou zvyklí na potraviny s vysokým obsahem vlhkosti, mohou po jídle, které obsahuje příliš mnoho ovoce a zeleniny, dostat průjem. Větve a větvičky jsou bohaté na vitamíny a jsou velmi vhodné jako doplněk ke krmivu, zejména v zimě. Je to velmi důležité pro zuby těchto pískomilů, které dorůstají po celý život. Seno je také velmi důležitou součástí potravy, protože obsahuje velké množství vlákniny.

## Bydlení
Nejlepší ubikací je bezpochyby terárium či akvárium. Terárium by mělo mít rozměry nejméně 100 cm x 50 cm (39 ”x 19 ”) pro 1–2 pískomily. Pískomilové křečkovití rádi hrabou, takže je důležité jim poskytnout silnou vrstvu podestýlky. Lze použít hobliny, ale ne hobliny z borovice nebo červeného cedru; mnoho hlodavců na ně může reagovat alergicky a mohou se vyskytnout dýchací potíže. Hobliny z osiky jsou považovány za nejlepší. Je rovněž nutné poskytnout pískomilům možnost pískové lázně, která jim umožňuje udržovat jejich srst v čistotě. Pískomilové křečkovití si staví hnízdo, ve kterém budou přespávat; to může být pod zemí v jejich nory, na povrchu podestýlky nebo domečku. Pískomilové křečkovití jsou stejně jako ostatní druhy pískomilů pracovitá zvířata a proto potřebují nějakou práci, tu jim můžete zajistit například kolotočem pro hlodavce. Chov v párech může být obtížný, často se proto chovají samostatně nebo ve dvojicích stejného pohlaví.

## Chování
Pískomilové křečkovití jsou společenská zvířata, která často žijí v koloniích, avšak můžeme je nalézt i osamoceně. Divocí pískomilové jsou aktivní hlavně za soumraku, v zajetí jsou často aktivní ve dne. Tento druh pískomila je aktivní po poměrně krátká období mezi delšími obdobími spánku, který je u nich velmi tvrdý. Někdy se dostávají do stavu podobného hibernaci, ale skutečně nehibernují. Pískomilové křečkovití jsou velmi klidní a téměř nikdy nekoušou. Zdá se, že jim chybí zvědavost pískomila mongolského, a chovají se spíše jako křeček syrský než jako pískomil. Tráví spoustu času péči o srst, čímž se také podobají spíše křečkům než pískomilům. Velmi rádi se koupou v jemném písku, podobně jako činčily. Také si užívají běhání na kolotočích pro hlodavce.
Když bojují, hlasitě kvičí a koušou protivníkovi do ocasu. Pářící rituál pískomilů křečkovitých může být také zaměňován s bojem.
Samci mají, stejně jako většina ostatních hlodavců, pachové žlázy na břiše, které slouží k označování hranic teritoria. Jejich pach není pro lidi rozeznatelný a jejich klec není na rozdíl od křečků nebo myší vůbec cítit.

## Chov
Pískomilové křečkovití dosahují pohlavní dospělosti ve dvou měsících a v zajetí se rozmnožují po celý rok. Období březosti je 19 dní. Průměrná velikost vrhu je 3 až 6 a mláďata jsou odstavena ve 3–4 týdnech.
Chov v zajetí může být těžký, protože samice mohou být velmi agresivní, když jsou těhotné nebo když kojí mláďata. Zaútočí na jakéhokoliv jiného pískomila, a proto je potřeba aby byly ihned po porodu přemístěny do jiného terária. Šance na otěhotnění samice jsou mnohem nižší než u pískomilů mongolských. Osvědčenou metodou pro chov pískomilů křečkovitých je umístění samce a samice do poměrně malého prostoru, v němž není nic jiného než nějaký materiál podestýlky. Žádné hnízdo, nic na hraní, žádné jídlo. Tímto způsobem zvířata opravdu nemohou bojovat. Nemohou se stát teritoriálními kvůli malému prostoru a protože neexistují žádné body, které by bylo možné použít jako vymezení. U této metody je třeba udržet samce a samici spolu jeden týden a pak je oddělit a dát je do pěkného velkého terária se všemi druhy vybavení, s největší pravděpodobností je samice již těhotná.
Pářící rituál pískomila křečkovitého je dosti neobvyklý. Samci i samice stojí na zadních nohách a zápasí a pískají. Nikdy se opravdu nepokoušou i když to vypadá docela nebezpečně.

## Pohlaví
Rozdíl mezi samcem a samicí pískomila křečkovitého je stejný jako u ostatních malých hlodavců. Tímto rozdílem je vzdálenost mezi močovým a análním otvorem. Vzdálenost mezi těmito otvory u samců je mnohem větší než u samic. Dospělí samci mají na konci ocasu velký výrůstek – šourek. Jejich varlata jsou tedy jasně viditelná. U samic to úplně chybí. U dvoutýdenních mláďat lze rozeznat pohlaví díky lysým místům na břiše samic, která se tvoří okolo bradavek.

## Barevné mutace
Zdá se, že v Japonsku a na dalších místech se objevila buď šedá (g) nebo činčila (cch) mutace. Takový pískomil pak má šedivější barvu. Ale ne každý si je jistý, že se jedná o barevné mutace. Je také možné, že tito šediví pískomilové křečkovití jsou z egyptského poddruhu Pachyuromys duprasi natronensis. Juvenilní srst těchto gerbilů je velmi šedá, ale s věkem bledne do mnohem světlejší pískové barvy. Některé hybridy egyptského a alžírského poddruhu mají také tuto šedou srst, i když se s věkem zesvětluje, ale je stále šedivá. V tuto chvíli není známo nic jiného.

## Nákup
Pískomilové křečkovití jsou na trhu s domácími mazlíčky velmi noví, takže na mnoha místech nejsou k dispozici. V některých zemích nejsou dostupní; v jiných jsou vzácní (Německo, Francie, Dánsko a Velká Británie) a v některých zemích, jako je Nizozemsko, jsou zcela běžní. Občas je lze najít v obchodě s domácími mazlíčky, ale většina je nemá.

## Nemoci
Zdravý pískomil křečkovitý má světlé oči, je živý a má jemnou, hebkou srst. Jsou vždy suší a čistí. Nemocní pískomilové jsou letargičtí a mají zanedbanou srst. Prevence nemocí je obvykle účinnější než léčba, zejména u pískomilů křečkovitých; vyléčení je obvykle obtížné. Jsou tak malí, že ani veterináři vždy nevědí, jak se zvířetem musí zacházet. Nachlazení může být fatální, i když největšími hrozbami pro pískomila křečkovitého jsou průvan a vlhkost. Hypertermie, nesprávná strava a stres mohou vést ke zdravotním problémům. O nemocech pískomilů křečkovitých není mnoho známo, protože tento malý hlodavec nebyl chován jako domácí mazlíček dostatečně dlouho a často. Ale malí hlodavci mají obecně stejná onemocnění. Problémem, který se u pískomilů křečkovitých vyskytuje poměrně často, jsou kousance na ocasu, protože bojující pískomilové se snaží kousnout protivníka do ocasu.